# Black Phone 2
Black Phone 2 (bra: O Telefone Preto 2) é um futuro filme de terror sobrenatural americano dirigido por Scott Derrickson, e escrito por Derrickson e C. Robert Cargill, ambos produzindo com Jason Blum. É uma sequência de The Black Phone (2021), que por sua vez é uma adaptação do conto de 2004 de mesmo nome de Joe Hill. O filme vê Mason Thames, Madeleine McGraw, Jeremy Davies e Ethan Hawke reprisando seus papéis.
Black Phone 2 está programado para ser lançado nos Estados Unidos pela Universal Pictures em 17 de outubro de 2025.

## Elenco
- Mason Thames como Finney
- Madeleine McGraw como Gwen
- Ethan Hawke como O Agarrador
- Jeremy Davies como Terrence
- Miguel Cazarez Mora como Robin
- Demián Bichir

## Produção
Em junho de 2022, Scott Derrickson disse que, embora Joe Hill protegesse sua história, o autor lhe apresentou uma "ideia maravilhosa" para uma sequência que ele estava aberto a dirigir se o primeiro filme fosse um sucesso. Em agosto, Derrickson e Hill confirmaram que havia discussões com o estúdio para fazer uma sequência. Derrickson referiu-se ao sucesso financeiro de The Black Phone como um dos catalisadores para o desenvolvimento do projeto. Hill disse que sua inspiração para escrever uma sequência foi baseada nas "imagens icônicas" das máscaras do Grabber.
Em novembro de 2023, foi reportado que Ethan Hawke, Mason Thames, Madeleine McGraw, Jeremy Davies e Miguel Cazarez Mora reprisariam seus papéis do primeiro filme. O roteiro foi escrito por Scott Derrickson e C. Robert Cargill, com a dupla também atuando como produtora da sequência. Em dezembro, Derrickson foi confirmado para retornar como diretor. Em setembro de 2024, Demián Bichir se juntou ao elenco. Com o título de filmagem Mysterium, a fotografia principal começou em Toronto em 4 de novembro de 2024 e deve terminar em 15 de janeiro de 2025.

## Lançamento
Black Phone 2 está programado para ser lançado em 17 de outubro de 2025, foi originalmente programado para ser lançado em 27 de junho de 2025. No Brasil o filme será lançado um dia antes, em 16 de outubro de 2025.